# Liste der Weihbischöfe in Făgăraș und Alba Iulia
Die folgenden Personen waren/sind Weihbischöfe im Erzbistum Făgăraș und Alba Iulia seit 2005 Großerzbistum.
| Erzbistum Făgăraş und Alba Iulia \| Nr. \| Weihbischof \| von \| bis \| Beschreibung \| Darstellung \| Wappen \| \| --- \| -------------------------------- \| ---- \| ---- \| ------------------------------------------------------------------------------------------------------------------------------------------------------------------------------------------------------------------------------------------------------------------ \| ----------- \| ------ \| \| 01 \| Vasile Aftenie \| 1940 \| 1950 \| Titularbischof von Ulpiana - 14. Juni 1899 in Lodroman, Komitat Klein-Kokelburg, Siebenbürgen am 1. Juni 1926 zum Priester, ernannt 12. April 1940, konsekriert am 5. Juni 1940, † 10. Mai 1950 in Sighet \| \| \| \| 02 \| Titu Liviu Chinezu \| 1949 \| 1955 \| TB von Regiana * 22. Dezember 1904 in Huduc Kreis Mureș, am 31. Januar 1930 in Rom zum Priester geweiht, am 5. Dezember 1949 ernannt und konsekriert, † 15. Januar 1955 in Sighet \| \| \| \| 03 \| Virgil Bercea \| 1994 \| 1996 \| TB von Pupiana * 9. Dezember 1957 in Habic, am 9. Dezember 1982 zum Priester geweiht, ernannt 20. Juli 1994, Bischofsweihe am 8. September 1994, am 6. November 1996 Koadjutorbischof und ab 8. Juni 1997 Bischof von Oradea Mare (Großwardein) \| \| \| \| 04 \| Vasile Bizău \| 2007 \| 2011 \| TB von Appiaria * 14. Oktober 1969 in Dragomirești, am 31. August 1997 zum Priester geweiht, ernannt 27. Oktober 2007, Bischofsweihe am 16. Dezember 2007, am 11. Juni 2011 Bischof von Maramureș \| \| \| \| 05 \| Mihai Frățilă \| 2007 \| 2014 \| TB von Novae * 10. Dezember 1970 in Alba Iulia, am 11. August 1996 zum Priester geweiht, ernannt 27. Oktober 2007, Bischofsweihe am 16. Dezember 2007, er hatte seinen Sitz in Bukarest, am 29. Mai 2014 Bischof der Eparchie Sankt Basilius der Große in Bukarest \| \| \| \| \| Claudiu-Lucian Pop Kurienbischof \| 2011 \| 2021 \| TB von Mariamme * 22. Juli 1972 in Pișcolt, am 23. Juli 1995 zum Priester geweiht, ernannt 21. November 2011, Bischofsweihe am 8. Dezember 2011, am 14. April 2021 Bischof der Eparchie Cluj-Gherla \| \| \| \| 06 \| Cristian Dumitru Crișan \| 2020 \| \| TB von Abula * 11. Oktober 1981 in Reghin, am 11. Mai 2008 zum Priester geweiht, ernannt 22. Januar 2020 \| \| \| |                                  |      |      | |             |        |
| Nr. | Weihbischof                      | von  | bis  | Beschreibung | Darstellung | Wappen |
| 01 | Vasile Aftenie                   | 1940 | 1950 | Titularbischof von Ulpiana - 14. Juni 1899 in Lodroman, Komitat Klein-Kokelburg, Siebenbürgen am 1. Juni 1926 zum Priester, ernannt 12. April 1940, konsekriert am 5. Juni 1940, † 10. Mai 1950 in Sighet                                                          |             |        |
| 02 | Titu Liviu Chinezu               | 1949 | 1955 | TB von Regiana * 22. Dezember 1904 in Huduc Kreis Mureș, am 31. Januar 1930 in Rom zum Priester geweiht, am 5. Dezember 1949 ernannt und konsekriert, † 15. Januar 1955 in Sighet                                                                                  |             |        |
| 03 | Virgil Bercea                    | 1994 | 1996 | TB von Pupiana * 9. Dezember 1957 in Habic, am 9. Dezember 1982 zum Priester geweiht, ernannt 20. Juli 1994, Bischofsweihe am 8. September 1994, am 6. November 1996 Koadjutorbischof und ab 8. Juni 1997 Bischof von Oradea Mare (Großwardein)                    |             |        |
| 04 | Vasile Bizău                     | 2007 | 2011 | TB von Appiaria * 14. Oktober 1969 in Dragomirești, am 31. August 1997 zum Priester geweiht, ernannt 27. Oktober 2007, Bischofsweihe am 16. Dezember 2007, am 11. Juni 2011 Bischof von Maramureș                                                                  |             |        |
| 05 | Mihai Frățilă                    | 2007 | 2014 | TB von Novae * 10. Dezember 1970 in Alba Iulia, am 11. August 1996 zum Priester geweiht, ernannt 27. Oktober 2007, Bischofsweihe am 16. Dezember 2007, er hatte seinen Sitz in Bukarest, am 29. Mai 2014 Bischof der Eparchie Sankt Basilius der Große in Bukarest |             |        |
| | Claudiu-Lucian Pop Kurienbischof | 2011 | 2021 | TB von Mariamme * 22. Juli 1972 in Pișcolt, am 23. Juli 1995 zum Priester geweiht, ernannt 21. November 2011, Bischofsweihe am 8. Dezember 2011, am 14. April 2021 Bischof der Eparchie Cluj-Gherla                                                                |             |        |
| 06 | Cristian Dumitru Crișan          | 2020 |      | TB von Abula * 11. Oktober 1981 in Reghin, am 11. Mai 2008 zum Priester geweiht, ernannt 22. Januar 2020 |             |        |